# ستيفانو أغوستيني
ستيفانو أغوستيني (بالإيطالية: Stefano Agostini)‏ هو دراج إيطالي، ولد في 3 يناير 1989 في أوديني في إيطاليا.

## وصلات خارجية
- ستيفانو أغوستيني على موقع أرشيف الدراجات (الإنجليزية)
- ستيفانو أغوستيني على موقع إحصائيات الدراجات الإحترافية (الإنجليزية)
- ستيفانو أغوستيني على موقع نسبة الدراجات (الإنجليزية)
- ستيفانو أغوستيني على موقع CycleBase (الإنجليزية)